# Гроші

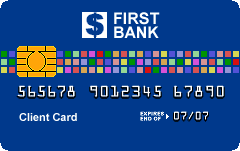
Типова банківська картка

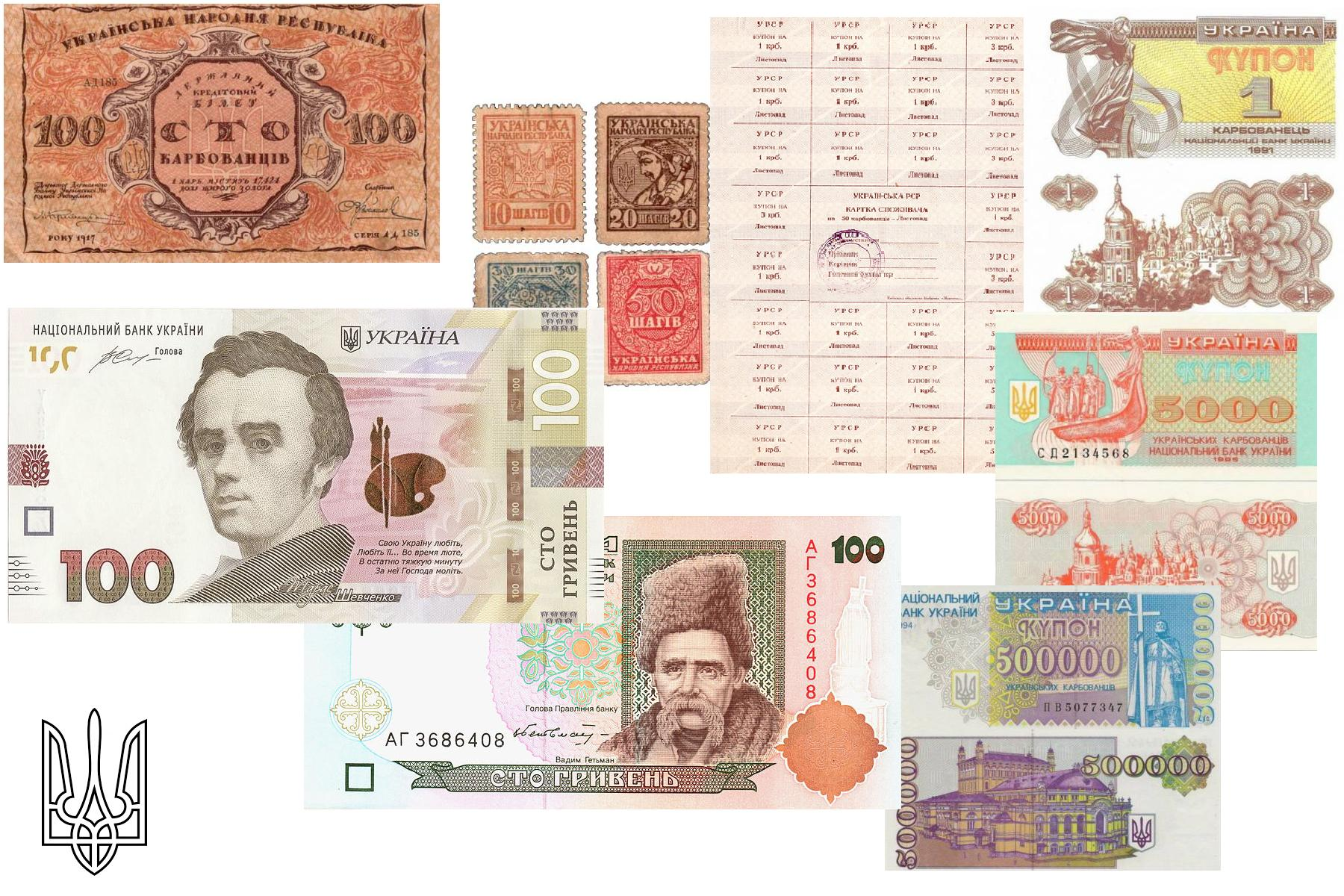
Історичні гроші на території України

Гро́ші — це платіжний засіб, особливий товар, що є загальною еквівалентною формою вартості інших товарів та послуг. Гроші є мірилом вартості та засобом обігу. Крім того, вони є засобами нагромадження та платежу. З утворенням світового ринку, деякі національні гроші стали виконувати функції світових.

## Етимологія
Слово «гроші» походить через ст.-чеськ. groš або дав.-в.-нім. grosch(e) від лат. grossus denarius — «великий денарій»). Вперше монету з назвою грош (гріш) відкарбували у XII столітті в Генуї, Флоренції, Венеції. Пізніше назва перейшла до срібних монет Франції, Чехії, Угорщини, Польщі. В Австрії (до переходу на євро) та Польщі (до теперішнього часу) розмінна монета називається «грошем».
На території України монета «грош» чеського походження відома з XIV сторіччя. Як свідчать археологічні знахідки, в Галицько-Волинському князівстві, принаймні частково, користувались празьким грошем, який почав карбуватись з 1300 року і з 2-ї половини XIV століття монети типу гроша були основними на грошовому ринкові українських земель, спочатку у Галицько-Волинському князівстві, а згодом на його територіях, що потрапили до складу Литовського князівства та Польського королівства.
Поступово слово «гроші» стало означати мірило вартості та засіб обігу.

## Історія виникнення

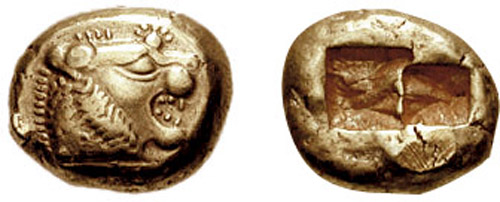
Монета 6 ст. до н. е., Лідія

В економічній теорії виділяють дві основні концепції походження грошей:
- Раціоналістична — гроші виникли як наслідок певної раціональної угоди між людьми через необхідність виділення спеціального інструменту для обслуговування сфери товарного обігу.
- Еволюційна — гроші виділяють із загальної товарної маси, оскільки вони найпридатніші для виконання функціональної ролі грошового товару. Той чи інший товар стає грішми лише в межах певної особливої суспільної форми, товарного виробництва й обігу.

Передбачається, що спершу виникли бартерні операції — прямий безгрошовий обмін товарами. Проте в безгрошових суспільствах в основному діяли подарунки або позики. Наступним етапом стало виникнення товарних грошей, тобто, коли як гроші використовувались різні матеріальні носії. Перша згадка про термін «гроші» датується 3000 роком до н.е, це був клинописний текст на глиняній табличці із Месопотамії.
З найдавніших часів грішми були різні товари: хутра звірів, металеві сокири, мушлі каурі тощо. Однак завдяки своїм фізичним властивостям найбільш вживаним загальним еквівалентом вартості дуже швидко стають благородні метали: золото та срібло. Згодом вони набирають форми монет.
У своїй «Історії» Геродот вказує, що першими використовувати металеві монети почали лідійці. Сучасні вчені вважають, що перші монети були з електрума і чеканились близько 650—600 р до н.е Швидке розповсюдження монет пов'язано із зручністю їх зберігання, дроблення і об'єднання, відносною великою вартістю при невеликій вазі та обсягу, що є дуже зручним при обмінних операціях.
Паперові гроші або банкноти були вперше використані в Китаї за часів династії Сун. Ці банкноти, відомі як «jiaozi», еволюціонували з векселів, що були у використанні з сьомого сторіччя. Тим не менш, вони не витісняють традиційних грошей, і були у використанні поряд з монетами. В Європі банкноти були вперше випущені Банком Стокгольма в 1661 році.

Економіст Австрійської школи Людвіг фон Мізес так писав про виникнення грошей:
Неминуче виникає тенденція до того, що з низки товарів, що використовуються як засоби обміну, один за одним відкидатимуться менш ходові, поки, нарешті, не залишиться тільки один товар, який повсюдно використовуватиметься як засіб обміну, тобто грошей.

### Історія грошей в Україні
Найдавнішими монетами відкарбованими на українських землях були емісії грецьких колоній, заснованих на північному узбережжі Чорного моря (Ольвія, Тіра, Херсонес, Пантікапей та ін.) Випускались вони впродовж 6 ст. до н. е. — 4 ст. н. е. Однак ареал їх розповсюдження є незначним.
Значно частіше зустрічається на українських землях монетна продукція стародавнього Риму. Ці монети перебували в обігу до 5 ст.
Впродовж 8-11 ст. на грошовому ринку Київської держави домінують арабські дірхеми, відкарбовані на чисельних дворах Арабського халіфату у Середній Азії, Ірані, Північній Африці, на Близькому Сході і навіть на Піренейському півострові. На Русь вони проникали двома основними шляхами — Волзьким та шляхом «з варяг у греки».
В епоху найбільшої могутності Київської держави князі розпочали власне монетне карбування. Так, Володимир Святославич Великий (980—1015) випускав т. зв. «златники» та «срібляники» — золоті та срібні монети, на лицевому боці яких розміщено зображення князя з усіма регаліями, а на зворотному — княжий герб — тризуб. Після Володимира Великого срібну монету карбували князі Святополк Ярополкович (1015—1019), Ярослав Мудрий (1019—1054).

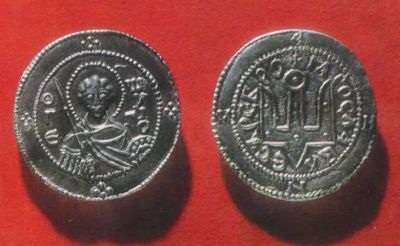
Срібляник Ярослава Мудрого (1019—1054).
Лицьова — св. Юрій, зворотна — тризубець.

У другій половині 11 ст. у зв'язку з припиненням масового ввезення іноземних монет і відсутністю власних покладів срібла Київська Русь вступає у т. зв. «безмонетний період». Є припущення, що тоді роль засобів обігу виконували хутра звірів, насамперед куниці (Martes) та вивірки (Sciurus).
У 12-13 ст. при проведенні значних фінансових операцій широко використовувались срібні злитки — гривни. Розрізняють декілька їх типів, основними з яких є: київські, чернігівські та новгородські. Різною була і вага гривен. Теоретично вона становила 204,756 г. срібла.
У 14 ст. монетне карбування на українських землях відновлюється. Після завоювання Галичини поляками, король Казимир III Великий (1333—1370) розпочав тут емісію т. зв. «квартників» (півгрошів) зі срібла та мідних «пулів». Перші з них несуть зображення герба Галичини — крокуючого лева та напис «moneta rusiae». Монета цього типу карбувались у Львові і наступниками Казимира III Людовиком Угорським (1370—1382) та його намісником у Галичині — Володиславом Опольським (1372—1378), а також при Владиславі Ягайло (1386—1434). У той же час останній з них карбував і т. зв. «львівські квартники» — напівгроші з написом «moneta lembergensis», які випускались до 1414 р.
У 16 ст., внаслідок грошової реформи Сигізмунда 1526—1528 рр. грошове господарство українських земель зазнає суттєвих змін. На ринку з'являються нові номінали: шостак — 6 грошів, трояк — 3 гроші, гріш, тернарій (третяк) — 3 денарії, солід (шеляг) — 6 денаріїв тощо. Основною лічильною одиницею стає злотий, що дорівнював 30 грошам. Зростає кількість та асортимент великої монети: з'являються срібні талери (близько 28 г.) та їх фракції 1/2 та 1/4.
Дискусійним залишається і питання проведення грошового карбування Богданом Хмельницьким. Більшість дослідників не схильні підтримувати цієї думки, але дехто (зокрема акад. І. П. Крип'якевич) її схвалює. Є також дані про карбування півтораків — чехів гетьманом П. Дорошенком у м. Лисянка.
Після Полтавської битви 1709 Петро I заборонив використовувати іноземну монету в Україні. Впродовж 18 ст. і до революції 1917 тут домінували російський рубль та копійка (1/100 рубля).
Внаслідок першого поділу Речі Посполитої (1772) Галичина відійшла до складу Австрійської імперії. У 1774 вона захопила і Буковину. На цих землях австрійський уряд запровадив власну грошову систему: 1 гульден (флорин) дорівнював 60 крейцерам. Деякий час велося карбування монет для Галичини номіналом 1 шилінг, та 3 крейцери. З 1857 гульден став дорівнювати 100 крейцерам. Внаслідок грошової реформи 1892 в Австро-Угорщині було запроваджено золотий монометалізм і основною грошовою одиницею стала корона (крона), яка ділилася на 100 галерам (філлерів).
Після відновлення української національної державності 1917 р. з'явилась необхідність випустити власні гроші. Ухвалою Української Центральної Ради від 19.12.1917 року було вирішено випустити перші кредитні білети номінальною вартістю 100 карбованців. Вони були надруковані в одній з українських друкарень Києва і з'явилися в обігу вже 24 грудня того ж року. Це були перші паперові гроші, на яких було поміщено зображення державного герба України — тризуба і написи українською мовою.

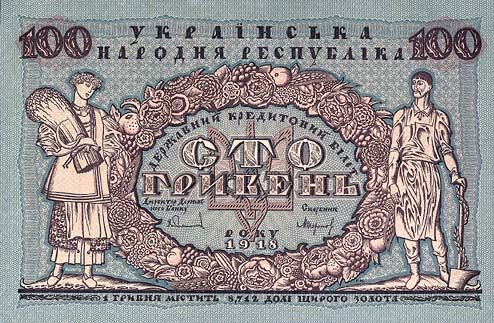
100 гривень Української Народної Республіки, 1918

Законом Української Народної Республіки від 1.03.1918 р. грошовою одиницею стала гривня, яка дорівнювала 1/2 карбованця і ділилася на 100 шагів. В обігу перебували грошові знаки вартістю 10, 25, 50, 100, 250, 1000 карбованців, а також 2, 5, 100, 500, 1000 і 2000 гривень. Розмінна монета — шаги, випускались у вигляді поштових марок, номінальною вартістю 10, 20, 30, 40 та 50 шагів.
Після встановлення на українських землях більшовицького режиму, а згодом і включення їх до складу СРСР тут були поширені знаки радянського зразка. На західноукраїнських землях у міжвоєнний період використовувались гроші держав, до складу яких вони входили: у Галичині польська марка, а з 1924 — злотий, що дорівнював 100 грошів, на Закарпатті — чехословацька крона, яка ділилася на 100 геллерів, а на Буковині — румунська лея, що складалася з 100 бані.
Після відновлення державної незалежності України 1991 р. взято курс на запровадження в обіг власної грошової одиниці — гривні, яку було введено у вересні 1996.

## Функції грошей
Гроші виконують низку важливих функцій:
- Міра вартості — гроші забезпечують вираження і вимірювання вартості товарів, надаючи їй форму ціни. Для забезпечення можливості сучасним фіатним грошам бути мірою вартості держава у законодавчому порядку впроваджує певну грошову одиницю для розрахунків — національну валюту, а інколи впливає і на масштаб цін.
- Засіб обігу — гроші є посередником в обміні товарів і забезпечують їх обіг.
- Засіб нагромадження — гроші можуть бути засобом збереження вартості, представником абстрактної форми багатства. Сутність цієї функції полягає в тому, що гроші перетворюються на скарб, виходять зі сфери обігу. Це зменшує пропозицію грошей на ринку, що дозволяє уникати інфляції. Втрата грошима цієї функції (наприклад, через відсутність довгострокової довіри до фіатних грошей) провокує інфляцію.
- Засіб платежу — гроші обслуговують погашення різноманітних боргових зобов'язань між суб'єктами економічних відносин.
- Світові гроші обслуговують рух вартості в міжнародному економічному обороті і забезпечують реалізацію взаємовідносин між країнами.

Людвіг фон Мізес у «Людській діяльності» про основну функцію грошей:

Гроші — це засіб обміну. Це товар, який продається з найвищою швидкістю, який люди купують тому, що хочуть запропонувати його у подальших актах міжособистого обміну. Гроші — це річ, яка слугує в якості загальновизнаного й звичайного засобу обміну. Це їхня єдина функція. Усі інші функції, які люди приписують грошам, являють собоюю просто певні аспекти їх первинної та єдиної функції — функції засобу обміну.

## Види грошей
За критерієм матеріально-речового змісту розрізняють дві групи носіїв грошових властивостей: повноцінні (товарні та металеві) і неповноцінні (паперові та кредитні):
- Повноцінні — гроші, номінальна вартість яких відповідає вартості матеріалу, з якого вони виготовлені. До повноцінних відносять товарні гроші, у тому числі повновагові монети.
- Неповноцінні гроші — гроші, які не мають власної вартості, або вона значно нижча за номінал. До них належать паперові (фіатні), кредитні гроші та білонна монета.

Товарні гроші — різновид грошей, які є товаром (наприклад худоба, зерно, мушлі, хутра, метали). Тобто предмети, які можна безпосередньо використовувати, проте одночасно вони виступають і як еквівалент вартості інших товарів. Купівельна спроможність товарних грошей ґрунтується на вартості, властивій конкретному товару, який виступає в ролі грошей.
Металеві гроші спочатку з'явилися як шматки металу різної форми та ваги. З часом вони трансформувались у форму монет. Монета — грошовий знак, виготовлений з металу (золота, срібла, міді або сплавів) стандартної ваги і форми.
Паперові гроші не мають самостійної вартості, або ця вартість не співмірна з номіналом. Вони випускаються державою і нею наділяються вартістю примусово, визнаються законним платіжним засобом на всій території.
Кредитні гроші — це права вимоги до фізичних або юридичних осіб, спеціальним чином оформлений борг, зазвичай у формі переданого цінного паперу, які можна використовувати для покупки товарів (послуг) або оплати власних боргів. Оплата по таким зобов'язанням зазвичай проводиться у визначений термін, хоча є варіанти, коли оплата проводиться в будь-який час на першу вимогу. Кредитні гроші несуть в собі ризик невиконання вимоги. Кредитні гроші пройшли наступний шлях розвитку: вексель, чек, банкнота, безготівкові розрахунки, кредитні картки.

## Грошові агрегати

Обсяги гривневих грошових агрегатів за роками, млн грн.

Грошові агрегати — види грошей та грошових засобів, які відрізняються один від одного своєю ліквідністю, тобто можливістю швидкого перетворення в готівку, показники структури грошової маси.
Грошові агрегати — це зобов'язання депозитних корпорацій перед іншими секторами економіки, крім сектора загального державного управління та інших депозитних корпорацій. Складовими грошових агрегатів є фінансові активи у формі готівкових коштів у національній валюті, переказних депозитів, інших депозитів, коштів за цінними паперами, крім акцій, що емітовані депозитними корпораціями та належать на правах власності іншим фінансовим корпораціям, нефінансовим корпораціям, домашнім господарствам та некомерційним організаціям, що обслуговують домашні господарства. Залежно від зниження ступеня ліквідності фінансові активи групують у різні грошові агрегати М0, М1, М2 та М3.
Відповідно до методологічних правил НБУ виділяють грошові агрегати різного складу:
- M0 включає готівкові кошти в обігу поза депозитними корпораціями.
- М1 грошовий агрегат М0 та переказні депозити в національній валюті.
- М2 грошовий агрегат М1 та переказні депозити в іноземній валюті й інші депозити.
- М3 (грошова маса) — грошовий агрегат М2 та цінні папери, крім акцій.

## Купівельна спроможність
Купівельну спроможність грошей визначає кількість товарів та послуг, на яку може вільно обмінюватися грошова одиниця. Купівельна спроможність не обов'язково повинна бути обумовлена реальною вартістю самих грошей, наприклад, вартістю металу, з якого виготовлені монети або на який вони гарантовано можуть бути обміняні (золотий стандарт). Теорема регресії (запропонована Людвігом фон Мізесом у 1912 році) стверджує, що цінність грошей можна простежити («регресувати») до тих товарів та послуг, цінність яких вони отримали. В такій інтерпретації цінність ґрунтується на емоціях (бажаннях), що поступово трансформується в гроші.
Вважається, що сучасні гроші отримують свою вартість через довіру до емітента або через державний примус (законом встановлений обов'язок приймати гроші як засіб платежу).

### Інфляція

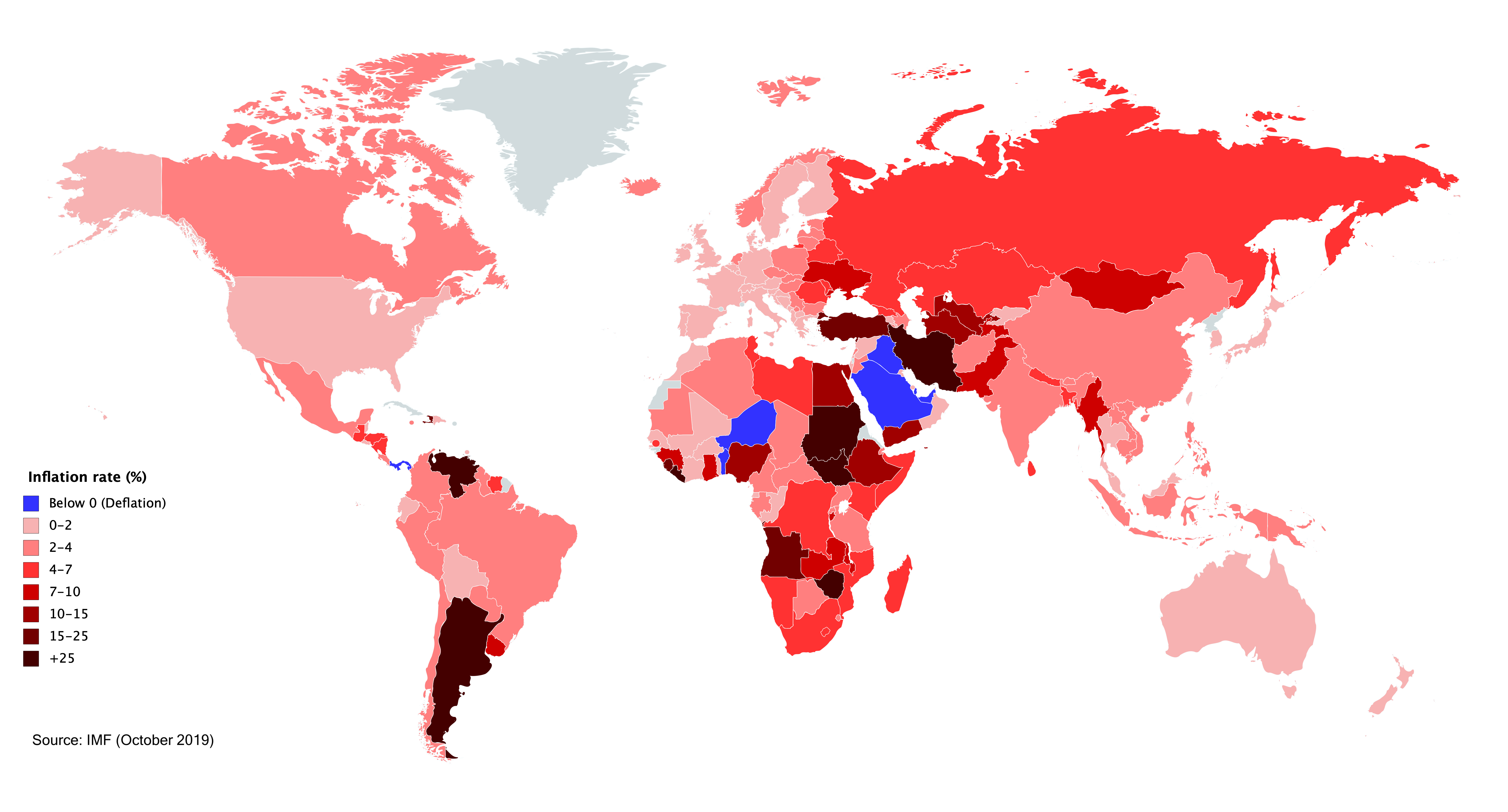
Рівень інфляції у світі на 2019 рік

Інфляція (від лат. inflatio — роздування)  — тривале зростання загального рівня цін, що, відповідно, є свідченням зниження купівельної спроможності грошей..
Темпи інфляції визначаються як величина зміни індексів цін, що, в свою чергу, є вираженням вартості набору товарів (послуг) в певний період часу, %. Найпоширенішим показником для розрахунку інфляції є:
- індекс споживчих цін (ІСЦ, англ. CPI — Consumer Price Index)
- індекс цін виробників (ІЦВ, англ. WPI — Wholesale Price Index, PPI — Production Price Index);
- дефлятор ВВП (англ. GDP deflator).

### Паритет купівельної спроможності
Парите́т купіве́льної спромо́жності (ПКС; англ. purchasing power parity, PPP) — поняття, яке використовується в різних контекстах:
- У економічній теорії паритетом купівельної спроможності називається формулювання закону єдиної ціни для міжнародних ринків: купівельна спроможність деякої суми на одному ринку повинна бути рівна купівельній спроможності цієї ж суми на ринку іншої країни, якщо перевести дану суму за поточним обмінним курсом в іноземну валюту.
- Під паритетом купівельної спроможності може матися на увазі також фіктивний обмінний курс двох або декількох валют, розрахований на основі їх купівельної спроможності стосовно певних наборів товарів і послуг.

### Закон Грешема
Закон Грешема — економічний закон, названий на честь англійського фінансиста Томаса Грешема (1519 — 1579) про співвідношення між різними валютами.
Визначення: Переоцінені державою гроші витіснять з обороту недооцінені державою гроші. («Money overvalued by the State will drive money
undervalued by the State out of circulation.»)

## Грошова система
Грошова система — це визначена державою форма організації грошового обігу, що історично склалася й регулюється законами цієї держави. Її основу становить сукупність економічних відносин та інститутів, які забезпечують її функціонування. Кожна промислово розвинена країна має власну грошову систему, яку розвиває й вдосконалює для розвитку національної економіки
Кожна з нині наявних грошових систем мають багато спільних ознак та охоплюють такі елементи:
- грошову одиницю;
- види державних грошових знаків;
- масштаб цін;
- валютний курс;
- порядок готівкової й безготівкової емісії та обігу грошових знаків;
- регламентацію безготівкового грошового обігу;
- правила вивозу й ввезення національної валюти та організації міжнародних розрахунків;
- державний орган, який здійснює грошово — кредитне й валютне регулювання.

Оскільки грошові системи — це складні економічні системи, що перебувають у стані розвитку і змін, то їх слід розглядати з різних боків:
- залежно від панівних економічних відносин можна визначити два типи грошових систем: a) ринкового типу, який характеризується вільним функціонуванням грошей, грошово - кредитним регулюванням на рівні банківської системи, використання переважно економічних важелів підтримання стабільності грошового обігу тощо; b) неринкова грошова система, якій властиві адміністративно — командні методи і важелі управлінням виробництвом та обміном, а панівним було регулювання виробництва і обміну для зближення і витіснення Товар — Гроші — Виробництво і грошового обігу;
- залежно від рівня входження національної економіки у світовій ринок і глибини міжнародного поділу праці виділяють: a) грошові системи відкритого типу — відсутні обмеження у формуванні валютних курсів та обмінних операцій, вільне переміщення грошових ресурсів до країни та за її межі, в обігу перебуває вільно конвертована валюта, діють інші важелі підтримання національного грошового обігу як інтегрованої частини світового господарського і грошового обігу; b) грошові системи закритого типу. В них переважно панують адміністративно — командні важелі управління суспільним виробництвом, відсутня вільна конвертованість національної грошової одиниці на іноземні валюти, діють численні обмеження у валютних операціях тощо.
- залежно від форми грошей в обігу є 2 типи грошових систем: a) якщо роль загального еквівалента виконують благородні метали, то такі системи грошового обігу називають грошовими системами металевого обігу. У них грошовий товар безпосередньо перебуває в обігу і виконує всі функції грошей, а кредитні гроші є безперешкодно розмінюваними на дійсні гроші; b) система обігу кредитних і паперових грошей, коли благородні метали з обігу вилучено, а в обігу перебувають знаки вартості.

### Закон грошового обігу
Зако́н грошово́го о́бігу — загальний економічний закон, який визначає що протягом даного періоду для обігу необхідна лише певна об'єктивно обумовлена маса купівельних і платіжних засобів.
Якщо формалізувати суть цього закону, то вона може бути виражена рівнянням:
{\displaystyle M={\frac {\sum PQ-\sum K+\sum \Pi -\sum B\Pi }{V}},}
де
- M — об'єктивно необхідна маса грошей;
- ΣPQ — сума цін товарів, що реалізуються за певний період;
- ΣК — сума продажів товарів і послуг у кредит;
- ΣП — загальна сума платежів, строк оплати яких настав;
- ΣВП — сума платежів, які погашаються шляхом взаємного зарахування боргів;
- V — швидкість обороту грошової одиниці за рік.

### Теорія грошей Австрійської школи
Головною особливістю теорії грошей Австрійської школи є розподіл грошей на грошові сертифікати (забезпечені золотом) та фідуціарні засоби (гроші, які не мають забезпечення).

## Фальшивомонетництво
Фальшивомонетництво — виготовлення з метою збуту, а також збут підроблених державних казначейських білетів (у даний час в Україні їх не випускають), білетів Національного банку України, металевої монети, державних цінних паперів (акції, облігації, ощадні сертифікати, векселі, приватизаційні папери, казначейські зобов'язання) або іноземної валюти.
Саме слово «фальшивомонетництво» походить від латинського falsus, що означає «підроблений, неправдивий, фальшивий». В українській мові «фальш» — означає «підробка, обман, шахрайство, неправда», а фальшивомонетництво дослівно означає виробництво підроблених монет.
Фальшивомонетництво завжди і в усіх державах вважалося тяжким кримінальним злочином. З метою його попередження та покарання осіб, винних у виготовленні підроблених грошей, в кримінальному законодавстві держав, у тому числі й в Кримінальному кодексі України (ст. 199), передбачена відповідальність за вчинення такого протиправного діяння. Кримінальна відповідальність згідно зі ст. 199 КК України наступає за виготовлення, зберігання, придбання, перевезення, пересилання, ввезення в Україну з метою збуту або збут підроблених грошей, державних цінних паперів чи білетів державної лотереї. У частині 3 статті 199 КК України 2001 року законодавець посилив кримінальну відповідальність за вчинення фальшивомонетництва «організованою групою».

## Грошові кошти
Це термін бухгалтерського обліку, який відбиває найліквідніші активи підприємства та охоплює готівку в касі, кошти на рахунках в банках, електронні гроші, які емітуються у відкрито обіговій системі, депозити до запитання та кошти «на шляху».

## Кам'яні гроші
Мілтон Фрідман у власній книзі «Грошове лихо: епізоди з історії грошей» («Money Mischief: Episodes in Monetary History») згадує про величезні кам'яні монети з отвором посередині, які використовувалися в якості грошей на острові Яп (Каролінські острови, Мікронезія). «Монети» не переміщуються фізично, просто під час обміну, мешканці острову лише усно передають один одному права на них, тому Фрідман порівняв систему велетенських кам'яних грошей із золотим стандартом. Вперше кам'яні гроші острову Яп були описані американським антропологом Вільямом Генрі Фурнесом ІІ (William Henry Furness III) у книзі «Острів кам'яних грошей» (The Island of Stone Money, 1910).

## Ресурси інтернету
- Перші паперові гроші незалежної України: карбованці УНР(1917). Галерея банкнот [Архівовано 3 січня 2010 у Wayback Machine.]